# Jules Baillaud
Pour les articles homonymes, voir Baillaud.
Jules Baillaud (né le 14 janvier 1876 à Paris, mort dans la même ville le 28 novembre 1960) est un astronome français.

## Biographie
Aide-astronome à Lyon (1900-1904) puis à l'observatoire de Paris il devient astronome-adjoint en 1905, puis astronome de 1925 à 1947.
Il passe huit étés, entre 1909 et 1931, à l'observatoire du Pic-du-Midi. Face à des résultats scientifiques qui avancent lentement, il persévère et allonge le temps d'observation au sommet. En 1921, il écrit à son père : "Ceux qui jugeront mon travail ici ne se rendront pas compte de la peine et du temps nécessités simplement par des accessoires".
Il reçoit cependant le prix Lalande de l’Académie des sciences en 1924 pour ses travaux de spectrophotométrie stellaire réalisés au Pic du Midi.
De 1937 à 1947, il est le directeur de l'observatoire du Pic-du-Midi et le directeur de la Carte du Ciel 1922 à 1947.
En 1938, c’est pour ses observations au pic du Midi qu’il reçoit le prix Jules-Janssen de la Société astronomique de France dont il fut le président de 1935 à 1937.
Le 1er décembre 1952 Jules Baillaud est élu membre de l'Académie des sciences (section d'astronomie).
L'astéroïde (1280) Baillauda est nommé en sa mémoire, tandis que le cratère sur la lune, Baillaud et l'astéroïde (11764) Benbaillaud, font référence à son père Benjamin Baillaud.

## Publications
- Journal de Physique Théorique et Appliquée Vol. 2 No. 1 (1903)[7]
- L'étuve électrique du spectrographe no 3 de l'Observatoire de Potsdam. Astroph. Journ. p. 172-190 (avril 1902)
- Sur les étincelles produites dans l'eau entre des électrodes métalliques. Astroph. Journ. p. 190-199 (avril 1902)
- Quelques observations sur le pouvoir séparateur du spectroscope à échelon de Michelson. Astroph. Journ. p. 218-222 (avril 1902)
- L'équivalent mécanique de l'unité de lumière. - Astroph. Journ.p. 223-227 (avril 1902)
- Notice sur les travaux scientifiques (1913)
- Notions de photométrie stellaire photographique(1914)
- La Méthode de l'échelle de teintes en photométrie photographique application à l'étude de l'étalon lumineux à acétylène (1914)
- Manuel de topométrie opérations sur le terrain et calculs (1920)
- Quelques appareils de sensitométrie et de photométrie photographiques (1925)
- Observatoire de Paris. Tables de précession pour des changements d'équinoxe : De 25 et de 50 ans et pour tout autre changement d'équinoxe (1935)

Collaborations
- L'Astronomie actuelle et la notion de Dieu, André Giret et Jules Baillaud (préface, 1956)
- Les courbes spectrales étalons de Daniel Chalonge - Georges Déjardin et Jean Terrien - Jules Baillaud - André Bayle (1937)
- Le Calendrier conceptionnel de la femme : De la conception volontaire à la procréation volontaire du sexe. Avant-propos de M. Jules Baillaud (1953)
- Université de Toulouse... Travaux de l'Observatoire du Pic-du-Midi : Le Développement des études de botanique à l'Observatoire du Pic-du-Midi, travaux sur la reproduction de la pomme de terre. B. Une source de richesses la reproduction des pommes de terre par semis de graines, résultats obtenus par M. Joseph Bouget dans la haute vallée de l'Adour, leurs conséquences pour l'avenir. Par M. Jules Baillaud (1941)
- Observatoire de Paris. Catalogue de 11755 étoiles de la zone 25 et de magnitudes 9,5 à 10,5, destinées à servir de références pour la détermination des mouvements propres des étoiles du catalogue photographique de Paris. Catalogue photographique d'étoiles de repère par raccordement de champs stellaires de la carte du ciel, par Jules Baillaud. Système de référence du catalogue, son rattachement au 'General catalogue' par des corrections systématiques nouvelles, par Paul Couderc de Jules Baillaud (1950)